# 中国民主同盟重庆市委员会
中国民主同盟重庆市委员会，简称民盟重庆市委，是中国民主同盟在重庆市的地方组织。

## 历届委员会

### 第五届
- 任期：2017年4月－[1]
- 主任委员：吴刚
- 副主任委员：杜惠平、李秋、黄燕苹、刘文贤、邓世军、温涛、张亚兴、张丁非